# European Journal of Lipid Science and Technology
Das European Journal of Lipid Science and Technology ist eine wissenschaftliche Fachzeitschrift für Fettchemie.

## Vormalige Namen
| Chemische Revue über die Fett- und Harz-Industrie                  | 1894–1915 |
| Chemische Umschau auf dem Gebiet der Fette, Oele, Wachse und Harze | 1916–1932 |
| Fettchemische Umschau                                              | 1933–1935 |
| Fette und Seifen                                                   | 1936–1952 |
| Fette, Seifen, Anstrichmittel                                      | 1953–1986 |
| Lipid / Fett                                                       | 1987–1999 |
| European Journal of Lipid Science and Technology                   | 2000–     |